# جيمس ويسولفسكي
جيمس ويسولفسكي (25 أغسطس 1987 بسيدني في أستراليا - ) هو لاعب كرة قدم بولندي وأسترالي في مركز الوسط. شارك مع منتخب أستراليا تحت 20 سنة لكرة القدم. أما مع النوادي، فقد لعب مع أولدهام أثلتيك ودندي يونايتد وشروزبري تاون وليستر سيتي وهاميلتون أكاديميكال ونادي بيتربورو يونايتد ونادي تشيلتنهام تاون لكرة القدم.

## وصلات خارجية
- جيمس ويسولفسكي على موقع قاعدة بيانات كرة القدم.إي يو (الإنجليزية)
- جيمس ويسولفسكي على موقع Soccerbase.com (لاعب) (الإنجليزية)
- جيمس ويسولفسكي على موقع Soccerway.com (الإنجليزية)
- جيمس ويسولفسكي على موقع عالم كرة القدم.نت (الإنجليزية)